# Edina (Liberia)
Edina ist eine Stadt in der westafrikanischen Republik Liberia. Die im Grand Bassa County gelegene Kleinstadt hat 350 Einwohner und liegt an der Mündung des Saint John River.

## Geschichte
Die Stadt Edina war nach Monrovia die zweite Stadtgründung der American Colonization Society (ACS) an der westafrikanischen Küste. Die Stadt ist benannt nach der schottischen Hauptstadt Edinburgh, da die Stadtgründung im Jahr 1832 auch mit finanzieller Unterstützung von Edinburgher Philanthropen ermöglicht wurde. Das Küstengebiet gehört zum Hauptsiedlungsgebiet der Bassa, in der ersten Hälfte des 19. Jahrhunderts herrschte hier der über fast 6.000 Krieger gebietende King Kadasie. Der König war ein weiterer Förderer der ACS-Kolonisten, doch andere Könige waren mit dem Vordringen der Fremden und der Störung ihrer Sklavenhandelsgeschäfte nicht einverstanden. Im Juni 1835 wurde die benachbarte Kolonie Port Cresson von Aufständischen überfallen und ausgelöscht.
Eine neue Gruppe von Quäkern, Übersiedler aus Pennsylvania, wagte zu diesem Zeitpunkt eine weitere Kolonie-Gründung, die sie Bassa Cove nannten. Als auch diese Siedler nochmals zum Ziel von Überfällen wurden, beschlossen alle den Beitritt zur Hauptkolonie Liberia am 1. April 1839.
In der Stadt Edina wurde 1843 Joseph James Cheeseman geboren, er war der 11. liberianische Präsident (1892 bis 1896).

## Stadtbild

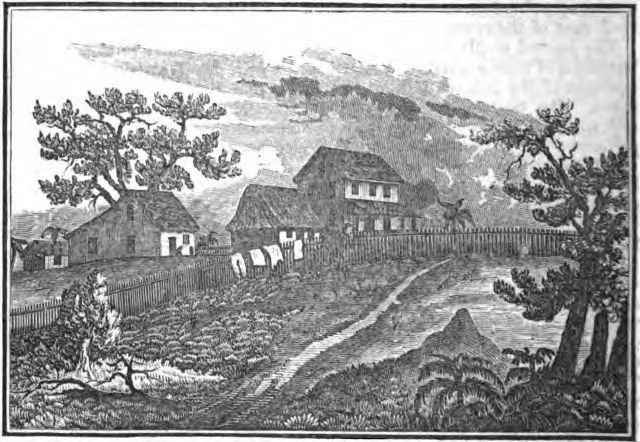
Ansicht der ersten Missionsstation in Edina (1840)

Die Stadt Edina ist malerisch am goldgelben Sandstrand des Atlantik gelegen. Die kleine Kirche der United Methodist Church ist ein Gebäude aus dem späten 19. Jahrhundert, in ihrer Nähe befinden sich je ein Denkmal für Präsident Cheesman und den Bassa-König Bob Gray.
Als weitere Sehenswürdigkeit gilt ein sperriger verrosteter Tresor – er wurde aus den Grundmauern des einstigen Gouverneurshauses geborgen.

## Infrastruktur
Die bis in den 1970er Jahren aufgebaute Infrastruktur wurde während des liberianischen Bürgerkrieges weitgehend zerstört. Edina wurde durch die Nähe der nur sechs Kilometer entfernten Hafenstadt Buchanan, dem dortigen Erzverladehafen, dem Kraftwerk und dem Hauptort einer schwedisch-amerikanischen Bergbaugesellschaft mit modernem Klinikum, Einkaufszentrum und Feldflugplatz gefördert. Die heutige Kommunalverwaltung hat mit Unterstützung der Regierung und internationalen Hilfsorganisationen einen Wiederaufbau der Stadt bewältigt, stolz präsentiert die eigene Webseite möglichen Touristen die landschaftlichen Schönheiten.